# 新感染 ファイナル・エクスプレス
『新感染 ファイナル・エクスプレス』（ハングル: 부산행; ハンチャ: 釜山行; RR: Busanhaeng; lit. 釜山行き）は、2016年の韓国のアクションホラー映画。監督はヨン・サンホ。2017年9月1日には日本で劇場公開された。
前日譚としてアニメ映画『ソウル・ステーション/パンデミック』が同時期に公開されたほか、続編として2020年に『新感染半島 ファイナル・ステージ』が公開された。

## 概要
時速300キロメートル以上で走行中の高速鉄道の車内を主な舞台として、ゾンビのパンデミックによる恐怖と、それに巻き込まれた人々の人間模様を描く。
カンヌ国際映画祭ミッドナイト・スクリーニング部門に特別招待作品として出品されたほか、ファンタジア国際映画祭で最優秀作品賞、シッチェス・カタロニア国際映画祭で監督賞・視覚効果賞を獲得するなど、国際的に高い評価を受けた（詳細は後述）。
なお、日本での劇場公開前の2017年8月23日に来日したヨンがトークイベントで明かしたところによれば、自国公開当時の韓国ではゾンビ映画はヒットしないと思われていたため、「ゾンビ」という単語はNGとされて作中で用いられなかったうえ、スタッフやキャストも「あれ」や「それ」と言ってごまかしていたそうである。
鉄道シーンの撮影には韓国鉄道公社（KORAIL）の協力を得ている。

## ストーリー
ソウルのファンドマネージャーであるソ・ソグは、妻ナヨンと別居し、実母と娘スアンの3人で暮らしていた。娘が誕生日に何を欲しているかもわからない仕事人間のソグは、釜山に行って母に会いたいというスアンの希望を渋々承諾し、朝一番のソウル発釜山行きのKTX101列車の3号車に乗り込んだ。同列車には、ワーキングクラスのユン・サンファと身重の妻ソンギョン、高校生野球チームのキム・ジニとミン・ヨングクたち、高齢姉妹のインギルとジョンギル、高速バス会社の常務であるヨンソクなどが乗っていた。
KTX発車直後、スアンは車窓から駅員が何者かに襲われる様子を目撃する。一方12号車には、発車直前に異様な様子で駆け込み倒れていた女が、介抱しようとした乗務員のミンジにゾンビのごとく襲いかかる事態が発生する。噛みつかれたミンジは一度はこと切れたが、すぐに女と同様に周囲の乗客を次々と襲い始め、やがて車内は狂暴化した人間たちが襲い来る地獄と化していく。
スアンとともに安全な車両に逃げ込んだソグは、感染者が自力で客室のドアを開けられず、また人を見ると反射的に襲い掛かる性質に気付き、ドアに新聞紙を貼って見えなくすることで感染者を中間の車両に隔離することに成功する。生き残った乗客たちは駅に到着すれば逃げられると思ったのも束の間、列車が天安牙山駅（チョナン駅）を通過する際、駅で感染者に次々と襲われている避難者たちを目の当たりにする。
車内のテレビでは、「各地で全国規模の暴動が発生し、死傷者が多数出ている」として政府が非常事態宣言を発令した旨が報じられていた。その後運転士はアナウンスで、列車は大田駅（テジョン駅）で運転を打ち切り、軍により車内を鎮圧するため乗客は全員下車するよう告げる。無人の大田駅に列車が着き、乗客たちが下車するなか、政府筋の情報から大田も安全でないと知ったヨンソクは運転士に「他の奴は見捨てて今すぐ釜山に行こう」と言うが、運転士は「それならば他の方にも戻ってもらわなくては」と出発を断る。出口に向かう乗客たちは感染した軍の兵士や警官達に次々と襲われて命からがら列車に引き返すが、ソンギョン、スアン、インギルとホームレスは13号車のトイレに、ヨンソク、インギルとはぐれた妹ジョンギル、ヨングクのガールフレンドであるジニほか大多数が15号車にと、感染者のいる車両を挟んで分散してしまう。
携帯電話で妻の危険を知ったサンファ、娘がそこにいることを知ったソグ、その先の車両にジニがいることを知ったヨングクは、それぞれの大切な人のため、力を合わせて感染者のうごめく車両を突破することを決意する。感染者が闇の中では活動が鈍る習性に気づいたソグたちはそれを利用してどうにか愛する人たちと再会し、生存者の集まる15号車に向かう。だが、保身ばかりを考えるヨンソクはソグたちが感染しているかもしれないとの思いから周囲の生存者たちを扇動し、15号車のドアを締め切る。感染者に追われていたソグ一行は何とかドアを破るが、サンファとインギルが犠牲となってしまう。ソグに責められて激高したヨンソクはソグたちを連結部に締め出し、ソグたちは悲しみに暮れるが、感染した姉を見て後悔が募ったジョンギルがドアを開け放ったことで15号車の乗客の多くは感染者に襲われてしまう。この時、ヨンソクは列車がトンネルに入った間に車掌と共にトイレに逃げ込んだため、生き延びた。隔離されていたソグたちも生存した。
改めてスアンを守ると誓ったソグは、ソウルに残した部下の連絡で、一連の事態の原因が昨日株操作で助けるように指示したユソンバイオであることを知る。責任の一端が自分にもある事実に打ちひしがれるソグだったが、悲しみに暮れる間もなく、列車は線路が破壊された列車とコンテナによって塞がれていたために東大邱駅（東テグ駅）の手前で停車を余儀なくされ、生き残った一同は下車して他の列車を探すことになる。運転士は車庫でディーゼル機関車を見つけ、ヨングクとジニも車両を見つけて乗り込み、開かない反対側の扉の窓ガラスを破っていたが、感染者に追われていたヨンソクによって盾代わりにされたジニが犠牲になってしまい、悲しみに暮れたヨングクもジニに噛まれてしまう。一方、生き残ったヨンソクは、機関車を動かしていた運転士までも犠牲にさせて乗り込む。ソグたちは突如現れた暴走列車に巻き込まれてヨングクらと分断されたが、なんとか這い出したソグ、スアン、そしてソンギョンも同じ機関車へとたどり着き、追いすがる感染者の群衆を蹴落としながら、釜山に向かい最後の走行を始める。しかし、機関車の運転室から出てきたのは感染したヨンソクであり、ソグは何とか振り落とすもその過程で噛まれてしまう。ソグは引き止めようとするスアンに涙ながらに別れを告げ、自我が消えゆく中で娘が産まれた時の幸せを思い出して微笑みながら、機関車から飛び降りていった。
スアンとソンギョンが逃げ切った先では、バリケードと犠牲者が線路を塞いでいた。機関車を降りたソンギョンとスアンは暗いトンネルへ歩を進め、トンネルから出てくる人影が感染者であるかを監視していた兵士によって射殺されそうになるが、スアンの歌（アロハ・オエ）が兵士の耳に届いたことで最悪の事態を免れ、目的地の釜山へたどり着く。

## キャスト
※括弧内は日本語吹替。字幕翻訳は根本理恵、吹替翻訳は光瀬憲子、吹替演出は市来満がそれぞれ担当した。
- ソ・ソグ - コン・ユ（中村悠一）
- スアン - キム・スアン（松藤百香）
- ソンギョン - チョン・ユミ（坂本真綾）
- ユン・サンファ - マ・ドンソク（小山力也）
- ミン・ヨングク - チェ・ウシク（前野智昭）
- キム・ジニ - アン・ソヒ（喜多村英梨）
- ヨンソク - キム・ウィソン（内田直哉）
- ジョンギル - パク・ミョンシン（杉山滋美）
- インギル - イェ・スジョン（今泉葉子）
- ギチョル（乗務員） - チャン・ヒョクチン（家中宏）
- ホームレス - チェ・グィファ（宮内敦士）
- 感染者の女 - シム・ウンギョン（川澄綾子）
- 運転士 - チョン・ソギョン（飛田展男）
- キム代理 - キム・チャンファン（石狩勇気）
- チーム長 - ハン・ソンス（中村和正）

## ノベライズ
『新感染 ファイナル・エクスプレス 'TRAIN TO BUSAN'』（竹書房、2017年、ISBN 978-4-8019-1182-6、文庫本）
内容の大半は映画版に準じるが、映画版では感染者の少女が誰にも知られずKTXに乗り込むところを、ノベライズではホームで駅員がエスカレーターを駆け下りてくる少女の姿を確認し、発車待機サインを出して乗車させるなど、若干の違いがある。また、作中にゾンビという言葉は一切なく、「餓鬼（아귀）」あるいは「感染者」という表現を用いている。
ヨン・サンホ監督へのインタビューやVFX製作手法の解説、本編撮影の合間に撮られた出演者らのポートレートなどの特典も収録されている。

## 評価・その他
- 韓国での観客動員数は1,156万人を突破した[1]。
- スティーヴン・キングは本作を「ジョン・ウーとゾンビ・アポカリプスを合わせたような映画だ。『ウォーキング・デッド』がおとなしく見える」と絶賛している[4][5][6]。
- 韓国における原題を日本語に直訳すれば「釜山行き」となるが、邦題はインパクトを重視した「新感染」が選定された。日本公開を待っていた映画ファンからは「同じ作品だと気づかなかった」という声も多数みられた[7][8][9]。

## 受賞
- 2016年
  - 第49回シッチェス・カタロニア国際映画祭 - 監督賞（ヨン・サンホ）
  - 第49回シッチェス・カタロニア国際映画祭 - 視覚効果賞（チョン・ファンス）
  - 第37回青龍映画賞 - 技術賞（クァク・テヨン、ファン・ヒョギュン）
  - 第36回韓国映画評論家協会賞 - 10大映画賞
  - 第36回韓国映画評論家協会賞 - 技術賞（クァク・テヨン〈特殊メイク〉）
  - 第25回釜日映画賞 - ユ・ヒョンモク映画芸術賞（ヨン・サンホ）
  - 第25回釜日映画賞 - 男優助演賞（キム・ウィソン）
  - 第3回韓国映画祭作家協会賞 - 脚本賞（パク・ジュソク）
  - 第3回韓国映画祭作家協会賞 - 男優助演賞（キム・ウィソン）
  - 第3回韓国映画祭作家協会賞 - 技術賞（チョン・ドアン、パク・ギョンス〈特殊効果〉）
- 2017年
  - 第53回百想芸術大賞 - 映画部門 新人監督賞（ヨン・サンホ）
  - 第53回百想芸術大賞 - 映画部門 男優助演賞（キム・ウィソン）
  - 第8回今年の映画賞 - 今年の発見賞（ヨン・サンホ）
  - 第8回今年の映画賞 - 男優助演賞（マ・ドンソク）
  - 第16回大韓民国国会大賞 - 映画部門

## リメイク
アメリカでリメイクされることが決まっている。2021年2月19日には、監督をティモ・ジャヤント、脚本をゲイリー・ドーベルマン、プロデューサーをジェームズ・ワンがそれぞれ務めることが報じられている。